# 武格雷
武格雷（法語：Vougrey，法語發音：[vuɡʁɛ]）是法国奥布省的一个市镇，属于特鲁瓦区。

## 地理
武格雷（48°5'16"N, 4°13'39"E）面积4.17 平方千米，位于法国大東部大區奥布省，该省份为法国中北部省份，北起马恩省，西接塞纳-马恩省，西南至约讷省，东南至科多尔省，东临上马恩省。
与武格雷接壤的市镇（或旧市镇、城区）包括：萨尔斯河畔瑞利、朗塔日、维利耶苏普拉兰。

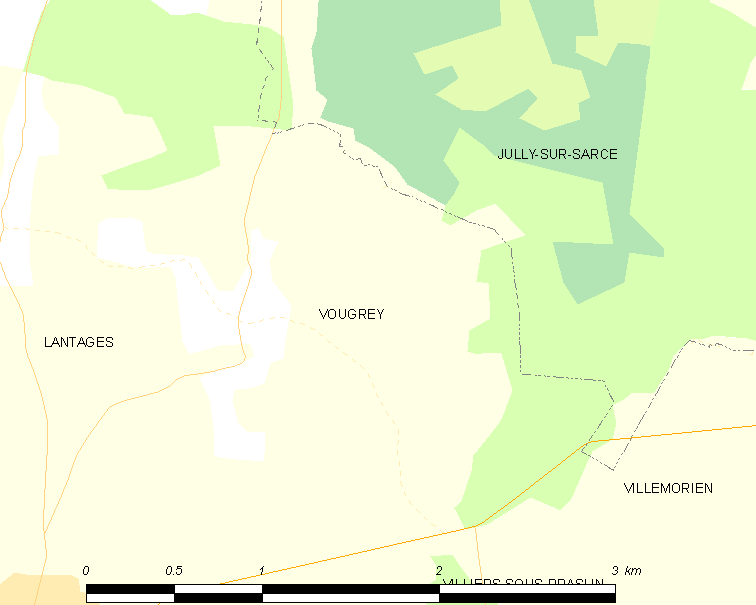
武格雷的OSM定位图

武格雷的时区为UTC+01:00、UTC+02:00（夏令时）。

## 行政
武格雷的邮政编码为10210，INSEE市镇编码为10443。

## 政治
武格雷所属的省级选区为莱里塞县。

## 人口

1962-2008年间武格雷人口变化图示

武格雷于2022年1月1日时的人口数量为41人。